# .tk
.tk este un domeniu de internet de nivel superior, pentru Tokelau.